# Ctenicera vernalis
Ctenicera vernalis là một loài bọ cánh cứng trong họ Elateridae. Loài này được Hentz miêu tả khoa học năm 1827.